# Giovane Élber
Élber Giovane de Souza (Londrina, 23 de julho de 1972) é um ex-futebolista brasileiro que atuava como atacante.

## Carreira
Sua carreira começou a jogar no Londrina e na Seleção Brasileira de Juniores, vice campeã do mundial de 1991 e essas atuações, despertaram interesse do AC Milan. O clube italiano não mediu esforços para contratar Élber, que na época tinha apenas 19 anos. Ele foi para a Europa e lá fez uma carreira de muito sucesso.
Viveu seu melhor momento no Bayern München. Entre 1997 e 2003 marcou 139 gols em 266 partidas pelo clube. No total, possui 139 gols, e ocupou o posto de maior artilheiro estrangeiro do clube alemão até março de 2018 quando foi superado pelo polonês Robert Lewandowski. Venceu quatro Bundesliga (1999, 2000, 2001 e 2003).
Por problemas de lesão no ombro perdeu a chance de participar da Copa do Mundo FIFA de 1998, participando de quinze partidas pela Seleção Brasileira e tendo marcado sete gols. No fim de 2006, após sua passagem pelo Cruzeiro, Élber anunciou sua aposentadoria do futebol.
Em 2006, passou a trabalhar na equipe da Rede Record de Televisão na "posição" de comentarista da UEFA Champions League. Ficou na Record até o fim da temporada de 2007, quando foi substituído por Milly Lacombe. Em 2010, na Copa do Mundo foi comentarista para EUROSPORT, analisando os jogos disputados na copa do mundo da África do Sul. Trabalha atualmente como diretor esportivo da SM Sports, na sua cidade natal, Londrina, além de ser olheiro do Bayern de Munique no Brasil.

## Títulos
Grasshopper
- Copa da Suíça: 1993–94

Stuttgart
- Copa da Alemanha: 1996–97

Bayern München
- Copa da Liga Alemã: 1997, 1998, 1999 e 2000
- Copa da Alemanha: 1997–98, 1999–00 e 2002–03
- Campeonato Alemão: 1998–99, 1999–00, 2000–01 e 2002–03
- Liga dos Campeões da UEFA: 2000–01
- Copa Intercontinental: 2001

Lyon
- Supercopa da França: 2003 e 2004
- Campeonato Francês: 2003–04 e 2004–05

Cruzeiro
- Campeonato Mineiro: 2006

### Prêmios individuais
- Copa do Mundo Sub-20: Bola de Prata 1991
- Melhor jogador estrangeiro do Campeonato Suíço: 1993 a 1994
- Seleção da Bundesliga da Temporada: 1996-97 (Stuttgart); 1998-1999, 2002-03 (Bayern de Munique).
- Objetivo do Ano (Alemanha): 1999
- Bayern de Munique XI de todos os tempos

### Artilharias
- Campeonato Suíço de 1993–94 (21 gols)
- Bundesliga de 2002–03 (21 gols)
- Copa da Alemanha de 2002–03 (6 gols)